# Воронцовський палац (Санкт-Петербург)

Воронцовський палац (палац канцлера Михайла Ларіоновича Воронцова) — будівля в столиці Російської імперії 18 століття. Збережений до 21 ст.

## Канцлер граф Михайло Воронцов, замовник палацу

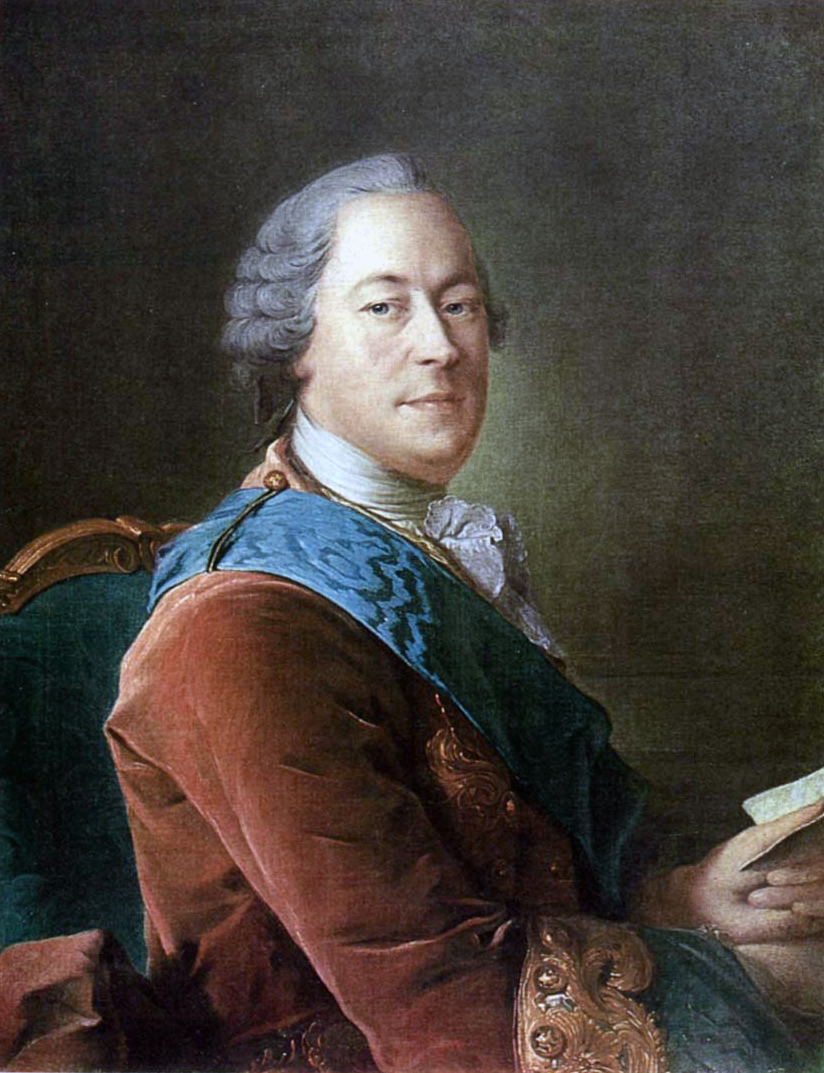
Худ. О.Антропов. Михайло Воронцов.

Молодший за братів Романа та Івана, Михайло Воронцов, зробив блискучу кар'єру при дворі імператриці Єлизавети, дочки Петра 1-го. Він разом з Шуваловим стояв за каретою Єлизавети під час переїзду її в казарми гвардії Преображенського полку. Після палацового перевороту став за наказом імператриці камергером, поручиком Лейб-кампанії, отримав багаті маєтки і грошові виплати. Аби закріпити успіх, узяв шлюб з двоюрідною сестрою імператриці Єлизавети — Ганною Карловною Скавронською.
Після відставки канцлера О. П. Бестужева-Рюміна обійняв його посаду. В родині не мав синів і доклав зусиль, щоби графський титурл був поширеним і на його братів. Сучасники знали його як малоздібного і малоцікавого політика. Дотримувався занадто розкішного способу життя і постійно шукав грошей. Аби отримати нові суми, прохав їх у імператриці, брав хабарі і дарунки, що було звичним і поширеним явищем. Відомо, що Михайло Воронцов отримав коштовні меблі від короля Франції Луї 15-го (король придбав їх у фаворитки Маркізи де Помпадур), аби схилити Воронцова на свій бік.
Після нового палацового перевороту у 1762 р., не склав присягу на користь Катерини 2-ї, бо ще живим був її чоловік, цар Петро ІІІ. Це прискорило убивство останнього. Кар'єру при Катерині ІІ — не зробив, отримав відставку і виїхав за кордон. Помер у Москві.

## Палац і дивний сад бароко
Амбітного Михайла Воронцова задовольнив лише проект придворного архітектора Франческо Бартоломео Растреллі (1700–1771). Земельна ділянка між Садовою вулицею і річкою Фонтанка була забудована розкішним палацом садибного типу з двома дворами, церквою в палаці, службовими корпусами, оранжереєю. До вулиці палац відкривався широким курдонером — першим двором з кованою решіткою.
Поземний план палацу не передавав дивної гри об'ємів, цікавого другого двору, що мав сходинки в парк з галереї, фактично даху першого поверху флігеля. Сад бароко, розпланований за другим двором, суперничав квітником і плануванням лише з парком Італійського палацу імператриці Катерини 1-ї. Сад бароко за палацом Воронцова поступався розмірами лише саду за Меншиковським палацом і Літньому саду Петра 1-го, і не мав такої ж кількості мармурових, садово-паркових скульптур.